# Phidippus mimicus
Phidippus mimicus là một loài nhện trong họ Salticidae.
Loài này thuộc chi Phidippus. Phidippus mimicus được Edwards miêu tả năm 2004.